# Ford Explorer
Ford Explorer (с англ. — «Исследователь») — американский средне- или полноразмерный кроссовер (с 1 по 4 поколения — среднеразмерный внедорожник), выпускающийся компанией Ford Motor Company с 1990 года. Модель Explorer в линейке моделей занимает место между Ford Escape и Ford Expedition. За время истории автомобиля он претерпел несколько существенных изменений.

## Первое поколение
Ford Explorer первого поколения был представлен публике в марте 1990 года как автомобиль 1991 модельного года и преемник Ford Bronco II, снятого с производства в том же году. Одновременно с началом выпуска данной модели она стала бестселлером на рынке США и дважды подряд в 1990 и 1991 году получила номинацию «Лучший полноприводный автомобиль года» («Four Wheeler of the Year»). Данная модель выпускалась в 3- и 5-дверном вариантах с длиной базы 2594 мм и 2843 мм, соответственно. 3-дверная версия также называлась «Explorer Sport»
На автомобили устанавливался разработанный подразделением Ford of Europe четырёхлитровый Ford Cologne V6 (назван в честь города Кёльн, где находится штаб-квартира европейского подразделения), мощностью 155 л.с. (115,5 кВт) и крутящим моментом 298 Н·м, при 2500 об/мин. Степень сжатия 9,0:1 позволяет использовать бензин А-92.
С 1993 года двигатель был модернизирован в сторону увеличения мощности до 160 л. с. (119 кВт). В 1994 году крутящий момент был увеличен до 305 Н·м, при 2500 об/мин.
Автомобили оснащались коробками механической 5-ступенчатой Mazda M5-R1, либо автоматической 4-ступенчатой Ford A4LD. Полноприводные версии оснащались раздаточной коробкой типа «Part-Time» марки «Borg Warner» BW-1350 и BW-1354 с понижающей передачей 2,48:1. Заднеприводная версия оснащалась раздаточной коробкой марки «Borg Warner» BW-1359.
Передняя подвеска независимая типа «Twin-Traction-Beam» DANA-35. Задняя подвеска зависимая на полуэллиптических рессорах DANA-8.8" с неразъемным картером моста. Заднеприводные версии имели переднюю независимую подвеску типа «Twin-I-Beam». Основные комплектации: XL, XLT, Eddie Bauer, Limited. Машина участвовала в съемках фильма Парк юрского периода.

## Второе поколение
Машины данного поколения отличались от предшественников более обтекаемой формой передней части кузова. Переработано рулевое управление: маятник был заменен рулевой рейкой. В салоне появились подголовники на задних сиденьях. Новая передняя панель включает в себя 2 подушки безопасности. Появляется бортовой компьютер. Задняя подвеска осталась без изменений.
Существенно расширился выбор двигателей. Их предлагалось 3 варианта:
- 4 литровый Cologne V6 160 л. с. (при 4200 об/мин), 320 Н·м (при 2500 об/мин), со степенью сжатия 9,0:1
- 4 литровый Cologne V6 208 л. с. (при 5200 об/мин), 350 Н·м (при 3200 об/мин), со степенью сжатия 9,7:1
- 5 литровый Windsor V8 218 л. с. (при 4200 об/мин), 395 Н·м (при 3200 об/мин), со степенью сжатия 8,8:1

Претерпела изменение и трансмиссия. В качестве основной коробки устанавливается усовершенствованная версия Ford A4LDE или Ford 4R55E, а с 1997 года 5-ступенчая 5R55E. Механическая коробка также ставится усовершенствованная 5-ступенчатая Mazda M5OD-R1. На версию автомобиля с 5литровым двигателем устанавливалась 4-ступенчатая автоматическая коробка от Ford F-150 — Ford 4R70W.
Автомобили второго поколения оборудовались тремя видами полного привода:
1. Part-Time с раздаточной коробкой BW-1354. Без изменений перекочевавшая с автомобилей первого поколения.
2. ControlTrac 4WD с раздаточной коробкой BW-4405 с передаточным числом 2,48:1, без межосевого дифференциала. Распределение мощности между осями происходит с помощью пакета фрикционов.
Новая раздаточная коробка позволяла передвигаться в 3х режимах:
- 2WD с приводом только на задние колеса.
- 4WD Auto. В этом случае момент автоматически распределялся между осями в соотношении 4-98 %.
- 4WD Low. Постоянный полный привод в тяжелых условиях с включением пониженной передачи.

3. Full-time AWD с раздаточной коробкой BW-4404 (с 1998 года устанавливалась на модели с двигателем V8). Однако данный вариант не имел понижающей передачи.

## Третье поколение
Эксплорер третьего поколения подвергся более глубокой переработке, чем предыдущее поколение. Изменения коснулись практически всего автомобиля. Кузов стал длиннее и шире. Появился третий ряд сидений. Однако задние сидения, включая и третий ряд, по-прежнему складываются образуя ровный пол. Задняя подвеска стала независимой. Увеличилась и база. Рама подверглась полной переработке: жесткость на кручение увеличена в 3 раза.
Старый 4-литровый двигатель Cologne V6 получил алюминиевую головку блока. При этом немного увеличились показатели мощности (210 л. с. при 5100 об/мин) и крутящего момента (344 Н·м при 3700 об/мин). Но ключевым стал новый двигатель Triton V8 объёмом 4,6 литра. Этот двигатель имеет головку блока цилиндров  из алюминия и выдает уже 240 л. с. при 4750 об/мин, и максимальный крутящий момент 397 Н·м при 3450 об/мин.
На Эксплорер 3-го поколения устанавливалась автоматическая трансмиссия Ford 5R55W, которая по сути является развитием коробки предыдущего поколения, и механическая — Mazda M5-R2. Система Control Trac теперь обеспечивается новой раздаточной коробкой BW-4411. Как опция появляется новая система AdvanceTrac — постоянный полный привод с межосевым дифференциалом распределяющим крутящий момент в пропорции 35:65 между передними и задними осями благодаря раздаточной коробке BW-4412. Применены и новые технологии в обеспечении безопасности пассажиров. Эксплорер стал первым внедорожником, на который устанавливались боковые занавески безопасности — Safety Canopy.

## Четвёртое поколение

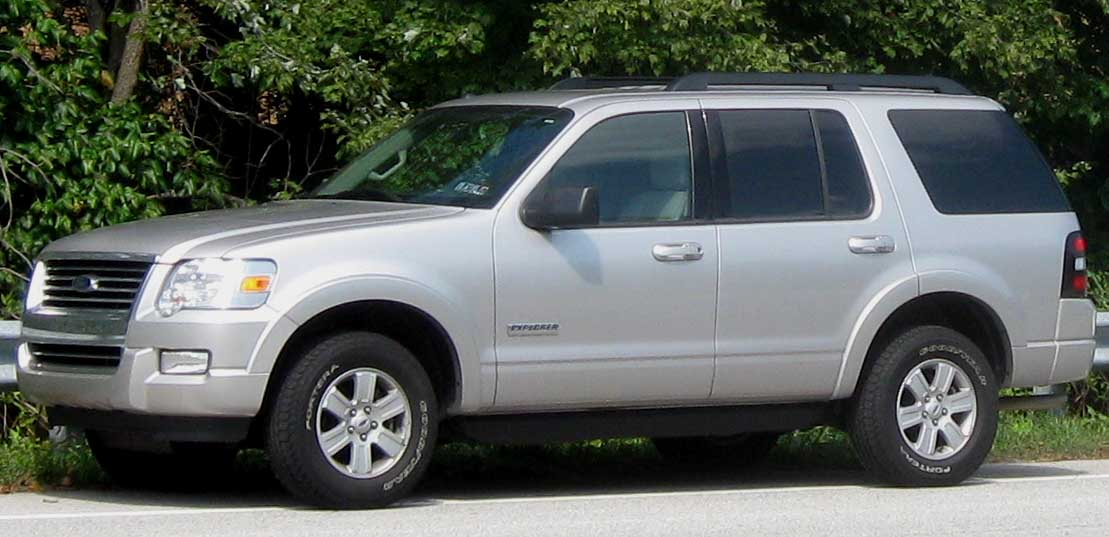
Ford Explorer 4

Новое поколение Ford Explorer претерпело не меньше изменений, чем ранее. Так же, как и ранее, модификации подверглись практически все узлы. Рама стала на 55 % жёстче на скручивание и 63 % - на изгиб.
Двигатели:
- Модернизированный 4L Cologne V6 SOHC с 12 клапанами, но более экономичный и экологичный выдаёт 210 л. с. при 5100 об/мин (крутящий момент 344 Н·м при 3700 об/мин).
- Модернизированный 4,6L Triton V8 SOHC c 24 клапанами, получил изменяемые фазы газораспределения и стал выдавать 296 л. с. при 5750 об/мин (крутящий момент 407 Н·м при 3950 об/мин). Точно такой же двигатель устанавливается на Ford Mustang.

Кроме того, автомобили теперь стал оснащаться только двумя АКПП: 5- и 6-ступенчатыми 5R55W и Ford R6 соответственно. Рычаг АКПП перенесён с руля на центральный тоннель, как это принято в Европе.
Изменения коснулись подвески:
- Передняя подвеска усилена за счёт применения двойных треугольных рычагов.
- Задняя подвеска в дополнение получила продольные рычаги, что одновременно повысило комфорт и проходимость. Стали устанавливать амортизаторы новой конструкции.

Изменилась передняя часть автомобиля:
- Новая решётка радиатора
- Новая головная оптика

## Пятое поколение
Данный автомобиль строится на одной и той же платформе, что и Ford Flex и Lincoln MKT. На место рамной конструкции пришла несущая. За счёт этого автомобиль стал длиннее - 5 метров против 4,8 метров ранее. Однако ёмкость багажного отсека практически не изменилась в размерах и составляет 2280 литров.
Автомобиль стал оснащаться двумя новыми двигателями:
- 2 литра EcoBoost 4-х цилиндровый турбированный двигатель мощностью 237 л. с. @ 5500 об/мин (339 Н·м @ 1750-4000 об/мин). Данный двигатель ставится только на переднеприводные версии автомобиля.
- 3.5 литра Ti-VCT V6 мощностью 249 л. с. при 6500 об/мин (346 Н·м @ 4000 об/мин). Двигатель устанавливается как на переднеприводные версии, так и на полноприводные.

Оснащается одним типом трансмиссии — автоматическая 6-ти скоростная. Как опция на полноприводные версии может устанавливаться автоматическая 6-ти скоростная трансмиссия SelectShift. На автосалоне в Нью-Йорке в 2012 году была представлена модификация Ford Explorer Sport. Машина оснащена мотором 3.5 EcoBoost мощностью 365 л. с., автоматом SelectShift с пересмотренными передаточными числами, перекалиброванной подвеской и рулевым управлением. Внедорожник также отличает внешний декор и спортивные нотки в салоне. В 2015 году вышел обновленный Ford Explorer с двигателем внутреннего сгорания Ecoboost 345л.с. и оснащённым 6 ступенчатой АКПП.